# First Division 1947-1948
La First Division 1947-1948 è stata la 49ª edizione della massima serie del campionato inglese di calcio, disputato tra il 23 agosto 1947 e il 1º maggio 1948 e concluso con la vittoria dell'Arsenal, al suo sesto titolo.
Capocannoniere del torneo è stato Ronnie Rooke (Arsenal) con 33 reti.

## Stagione

### Novità
Al posto delle retrocesse Brentford e Leeds Utd sono saliti dalla Second Division il Manchester City e il Burnley.

## Squadre partecipanti
| Club              | Stagione | Città          | Stadio           | Stagione precedente                   |
| ----------------- | -------- | -------------- | ---------------- | ------------------------------------- |
| Arsenal           | dettagli | Londra         | Highbury         | 13º posto in First Division           |
| Aston Villa       | dettagli | Birmingham     | Villa Park       | 8º posto in First Division            |
| Blackburn         | dettagli | Blackburn      | Ewood Park       | 17º posto in First Division           |
| Blackpool         | dettagli | Blackpool      | Bloomfield Road  | 5º posto in First Division            |
| Bolton            | dettagli | Bolton         | Burnden Park     | 18º posto in First Division           |
| Burnley           | dettagli | Burnley        | Turf Moor        | 2º posto in Second Division, promosso |
| Charlton          | dettagli | Londra         | The Valley       | 19º posto in First Division           |
| Chelsea           | dettagli | Londra         | Stamford Bridge  | 15º posto in First Division           |
| Derby County      | dettagli | Derby          | Baseball Ground  | 14º posto in First Division           |
| Everton           | dettagli | Liverpool      | Goodison Park    | 10º posto in First Division           |
| Grimsby Town      | dettagli | Grimsby        | Blundell Park    | 16º posto in First Division           |
| Huddersfield Town | dettagli | Huddersfield   | Leeds Road       | 20º posto in First Division           |
| Liverpool         | dettagli | Liverpool      | Anfield          | 1º posto in First Division            |
| Manchester City   | dettagli | Manchester     | Maine Road       | 1º posto in Second Division, promosso |
| Manchester Utd    | dettagli | Manchester     | Maine Road       | 2º posto in First Division            |
| Middlesbrough     | dettagli | Middlesbrough  | Ayresome Park    | 11º posto in First Division           |
| Portsmouth        | dettagli | Portsmouth     | Fratton Park     | 12º posto in First Division           |
| Preston N.E.      | dettagli | Preston        | Deepdale         | 7º posto in First Division            |
| Sheffield Utd     | dettagli | Sheffield      | Bramall Lane     | 6º posto in First Division            |
| Stoke City        | dettagli | Stoke-on-Trent | Victoria Ground  | 4º posto in First Division            |
| Sunderland        | dettagli | Sunderland     | Roker Park       | 9º posto in First Division            |
| Wolverhampton     | dettagli | Wolverhampton  | Molineux Stadium | 3º posto in First Division            |

## Classifica finale
|       | Pos. | Squadra           | Pt | G  | V  | N  | P  | GF | GS  | Med   |
| ----- | ---- | ----------------- | -- | -- | -- | -- | -- | -- | --- | ----- |
|       | 1.   | Arsenal           | 59 | 42 | 23 | 13 | 6  | 81 | 32  | 2.531 |
| [ 2 ] | 2.   | Manchester Utd    | 52 | 42 | 19 | 14 | 9  | 81 | 48  | 1.688 |
|       | 3.   | Burnley           | 52 | 42 | 20 | 12 | 10 | 56 | 43  | 1.302 |
|       | 4.   | Derby County      | 50 | 42 | 19 | 12 | 11 | 77 | 57  | 1.351 |
|       | 5.   | Wolverhampton     | 47 | 42 | 19 | 9  | 14 | 83 | 70  | 1.186 |
|       | 6.   | Aston Villa       | 47 | 42 | 19 | 9  | 14 | 65 | 57  | 1.140 |
|       | 7.   | Preston N.E.      | 47 | 42 | 20 | 7  | 15 | 67 | 68  | 0.985 |
|       | 8.   | Portsmouth        | 45 | 42 | 19 | 7  | 16 | 68 | 50  | 1.360 |
|       | 9.   | Blackpool         | 44 | 42 | 17 | 10 | 15 | 57 | 41  | 1.390 |
|       | 10.  | Manchester City   | 42 | 42 | 15 | 12 | 15 | 52 | 47  | 1.106 |
|       | 11.  | Liverpool         | 42 | 42 | 16 | 10 | 16 | 65 | 61  | 1.066 |
|       | 12.  | Sheffield Utd     | 42 | 42 | 16 | 10 | 16 | 65 | 70  | 0.929 |
|       | 13.  | Charlton          | 40 | 42 | 17 | 6  | 19 | 57 | 66  | 0.864 |
|       | 14.  | Everton           | 40 | 42 | 17 | 6  | 19 | 52 | 66  | 0.788 |
|       | 15.  | Stoke City        | 38 | 42 | 14 | 10 | 18 | 41 | 55  | 0.745 |
|       | 16.  | Middlesbrough     | 37 | 42 | 14 | 9  | 19 | 71 | 73  | 0.973 |
|       | 17.  | Bolton            | 37 | 42 | 16 | 5  | 21 | 46 | 58  | 0.793 |
|       | 18.  | Chelsea           | 37 | 42 | 14 | 9  | 19 | 53 | 71  | 0.746 |
|       | 19.  | Huddersfield Town | 36 | 42 | 12 | 12 | 18 | 51 | 60  | 0.850 |
|       | 20.  | Sunderland        | 36 | 42 | 13 | 10 | 19 | 56 | 67  | 0.836 |
|       | 21.  | Blackburn         | 32 | 42 | 11 | 10 | 21 | 54 | 72  | 0.750 |
|       | 22.  | Grimsby Town      | 22 | 42 | 8  | 6  | 28 | 45 | 111 | 0.405 |

Legenda:
      Campione d'Inghilterra.
      Retrocessa in Second Division.
Regolamento:
Due punti a vittoria, uno a pareggio, zero a sconfitta.
A parità di punti le squadre venivano classificate secondo il quoziente reti.

## Statistiche

### Capoliste solitarie
Fonte:
|    | —— | ——      | —— | —— | —— | —— | —— | —— | ——  | ——  | ——  | ——  | ——  | ——  | ——  | ——  | ——  | ——  | ——  | ——  | ——  | ——  | ——  | ——  | ——  | ——  | ——  | ——  | ——  | ——  | ——  | ——  | ——  | ——  | ——  | ——  | ——  | ——  | ——  | ——  | ——  | —— |  |
|    |    | Arsenal |    |    |    |    |    |    |     |     |     |     |     |     |     |     |     |     |     |     |     |     |     |     |     |     |     |     |     |     |     |     |     |     |     |     |     |     |     |     |     |    |  |
|    |    |         |    |    |    |    |    |    |     |     |     |     |     |     |     |     |     |     |     |     |     |     |     |     |     |     |     |     |     |     |     |     |     |     |     |     |     |     |     |     |     |    |  |
|    |    |         |    |    |    |    |    |    |     |     |     |     |     |     |     |     |     |     |     |     |     |     |     |     |     |     |     |     |     |     |     |     |     |     |     |     |     |     |     |     |     |    |  |
| 1ª | 2ª | 3ª      | 4ª | 5ª | 6ª | 7ª | 8ª | 9ª | 10ª | 11ª | 12ª | 13ª | 14ª | 15ª | 16ª | 17ª | 18ª | 19ª | 20ª | 21ª | 22ª | 23ª | 24ª | 25ª | 26ª | 27ª | 28ª | 29ª | 30ª | 31ª | 32ª | 33ª | 34ª | 35ª | 36ª | 37ª | 38ª | 39ª | 40ª | 41ª | 42ª |    |  |